# Escritor fantasma médico
Un escritor fantasma médico es una persona empleada por compañías farmacéuticas y fabricantes de dispositivos médicos para producir manuscritos aparentemente independientes para: revistas revisadas por pares, presentaciones de conferencias y otras comunicaciones. A los médicos y otros científicos se les paga por adjuntar sus nombres a los manuscritos como si los hubieran creado. Los autores mencionados pueden haber tenido poca o ninguna participación en el proceso de investigación o escritura.

## Definiciones y reglas
La American Medical Writers Association habla sobre el tema de la siguiente manera:

«Autoría fantasma» se refiere a hacer contribuciones sustanciales sin ser identificado como autor. «Autor invitado» se refiere a ser nombrado como autor sin haber hecho contribuciones sustanciales. «Escritura fantasma» se refiere a ayudar en la presentación de la obra del autor sin ser reconocido. El término «escritura fantasma» se utiliza a menudo para abarcar todas estas tres prácticas.

Las reglas para la autoría y contribución del Comité Internacional de Editores de Revistas Médicas (ICMJE por sus siglas en inglés, informalmente conocido como «el Grupo de Vancouver» por la localidad de la primera reunión del grupo, Vancouver, Columbia Británica, Canadá) son un único y universalmente respetado conjunto de directrices para describir la autoría y la contribución a las publicaciones médicas profesionales. El documento «Comité Internacional de Editores de Revistas Médicas: Definición del Papel de Autores y Contribuyentes» es considerado como la declaración definitiva de los requisitos éticos sobre la autoría en artículos de revistas médicas (el principal foro para la publicación de profesionales médicos) y el grado en que se considera que un escritor dado contribuyó al contenido de un artículo de revista médica. El cumplimiento con el Requisitos Uniformes para Manuscritos presentados a Revistas Biomédicas del Comité Internacional de Editores de Revistas Médicas es voluntario. Una lista de las revistas médicas que han declarado que siguen los Requisitos Uniformes para Manuscritos presentados a Revistas Biomédicas es mantenido por el Comité Internacional de Editores de Revistas Médicas.
Qué tan estrechamente las revistas médicas individuales y los autores de los artículos de revistas médicas cumplen con las directrices del ICMJE es un asunto ampliamente autocontrolado. El documento del ICMJE «Requisitos Uniformes para los Manuscritos Sometidos a Revistas Biomédicas: Publicación y Ediciones Editoriales Relacionadas con la Publicación en Revistas Biomédicas: Correcciones, Retracciones, Republicaciones y Control de Versiones» es la sección de los Requisitos Uniformes del ICMJE que establece las directrices sobre cómo deben tratarse los errores científicos potenciales o reales y el fraude científico, y remite a los lectores a las directrices pertinentes del Comité para la Ética en la Publicación (COPE), específicamente los diagramas de flujo de COPE en los que se esboza un enfoque sistemático hacia el error científico y el posible fraude.

## Crítica
Los escritores fantasmas médicos han sido criticados por una variedad de organizaciones profesionales que representan a la industria de las drogas, los editores, y las sociedades médicas, y puede violar las leyes estadounidenses que prohíben la promoción fuera de etiqueta por los fabricantes de la droga así como las provisiones antiretrocomisión dentro de los estatutos que rigen Medicare.  Ha atraído el escrutinio de la prensa, legisladores, la Academia Nacional de Medicina de los Estados Unidos, y los Institutos Nacionales de Salud de los Estados Unidos. Está permitido en algunas instituciones, incluyendo la Facultad de Medicina de la Universidad de Washington, mientras que se prohíbe y se considera una forma particularmente perniciosa de plagio en otras, como las Facultades de Medicina de la Universidad Tufts y de la Universidad de Pensilvania.
Los escándalos que implican a prominentes investigadores médicos se han divulgado en más de una decena de universidades en los Estados Unidos, sin embargo, no ha habido ningú informe de ningún profesores que sen disciplinado. El profesor Trudo Lemmens, de la Facultad de Derecho de la Universidad de Toronto, argumenta que los documentos escritos por escritores fantasmas ayudan a proteger a las compañías cuando son demandadas ante los tribunales.
Escritores profesionales médicos pueden escribir artículos sin ser enumerados como autores del papel y sin ser considerados escritores fantasma, siempre que su papel sea reconocido. La Asociación Europea de Escritores Médicos ha publicado directrices que tienen por objeto garantizar que los profesionales de la medicina desempeñen este papel de manera ética y responsable. El uso de escritores médicos debidamente reconocidos es aceptado como legítimo por organizaciones como la Asociación Mundial de Editores Médicos y el British Medical Journal. Además, la experiencia de los profesionales de la redacción médica en la presentación de datos científicos puede ser beneficiosa para producir papeles de mejor calidad.

## Predominio
Es difícil determinar con qué frecuencia se produce la escritura fantasma debido a su naturaleza encubierta. Un artículo del The New York Times de 2009 estimó que el 11 % de los artículos del The New England Journal of Medicine, el 8 % de los artículos de medicina JAMA, The Lancet y PLOS Medicine, el 5 % de los artículos de Annals of Internal Medicine y el 2 % de los artículos de Nature Medicine fueron escritos por escritores fantasmas. Entre 1998 y 2005, Wyeth tenía 26 artículos que promovían terapia de sustitución hormonal (TSH) publicados en revistas científicas.
Documentos internos anteriormente secretos de Wyeth que proporcionan evidencia de esto están visibles en el Archivo de Documentos de la Industria Farmacéutica. También parece haber ocurrido en el 75 % de los ensayos financiados por la industria entre 1994 y 1995, aprobados por los comités científicos éticos para Copenhague y Frederiksberg. De los artículos publicados entre 1998 y 2000 con relación a la sertralina, entre 18 % y 40 % fueron escritos por Pfizer. Un cuestionario utilizando métodos comparables en 2005 y 2008 con una tasa de respuesta del 14-28 % encontró una disminución en el número de personas que informaron sobre escritura fantasma entre los escritores médicos profesionales.
La mayoría de las compañías farmacéuticas tienen gerentes internos de la publicación que pueden manejar la escritura de publicaciones en las drogas de la compañía por un equipo de escritores médicos internos o contratarlos hacia fuera a las compañías de la comunicación médica o a los escritores médicos independientes. Las reimpresiones de los artículos pueden ser distribuidas a los médicos en sus oficinas o en reuniones médicas por representantes de las compañías farmacéuticas en lugar de folletos del producto. Esta práctica podría ser ilegal si efectivamente constituye publicidad o recomienda el uso del medicamento para indicaciones o dosis no aprobadas. Los pagos a los escritores fantasmas médicos pueden ser aumentados con contratos de consultoría, viajes pagados para enseñar cursos de educación médica continua, o subvenciones.

## Investigación del Senado de los Estados Unidos
El 24 de junio de 2010, el senador Chuck Grassley, miembro del Comité de Finanzas del Senado de los Estados Unidos emitió un informe sobre la escritura fantasma médica. El informe dijo: «El Comité recibió documentos de recientes demandas relacionadas con los productos de terapia hormonal de Wyeth. Los documentos mostraron que Wyeth contrató a una compañía de comunicaciones y educación médica, DesignWrite Inc. (DesignWrite), para redactar artículos de revisión sobre el riesgo de cáncer de mama de productos de terapia hormonal y luego invitó a investigadores académicos a firmar como los autores primarios».